# 2016-os Giro d’Italia
A 2016-os Giro d’Italia a háromhetes olasz kerékpáros körverseny 99. kiírása volt.

## Indulók
| WorldTeam csapatok (18)- AG2R La Mondiale - Astana - BMC Racing Team - Cannondale - Dimension Data - Etixx-Quick Step - FDJ - IAM Cycling - Lampre-Merida - Lotto-Soudal - Movistar Team - Orica-GreenEDGE - Giant-Alpecin - Katusha - Lotto NL-Jumbo - Sky - Tinkoff - Trek-Segafredo Profi kontinentális csapatok (4)- Bardiani CSF - Gazprom-RusVelo - Nippo-Vini Fantini - Wilier Triestina-Southeast |
| |

## Szakaszok
| Szakasz     | Időpont  | Rajt – Cél                          | type                  | Hossz (km) | Szakaszgyőztes      | Összetett első     |
| ----------- | -------- | ----------------------------------- | --------------------- | ---------- | ------------------- | ------------------ |
| 1. szakasz  | máj. 6.  | Apeldoorn – Apeldoorn               | egyéni időfutam       | 9,8        | Tom Dumoulin        | Tom Dumoulin       |
| 2. szakasz  | máj. 7.  | Arnhem – Nijmegen                   | sík szakasz           | 190        | Marcel Kittel       | Tom Dumoulin       |
| 3. szakasz  | máj. 8.  | Nijmegen – Arnhem                   | sík szakasz           | 190        | Marcel Kittel       | Marcel Kittel      |
|             | máj 9.   | Pihenőnap                           |                       |            |                     |                    |
| 4. szakasz  | máj. 10. | Catanzaro – Praia a Mare            | közepes hegyi szakasz | 200        | Diego Ulissi        | Tom Dumoulin       |
| 5. szakasz  | máj. 11. | Praia a Mare – Benevento            | dombos szakasz        | 233        | André Greipel       | Tom Dumoulin       |
| 6. szakasz  | máj. 12. | Ponte – Roccaraso                   | közepes hegyi szakasz | 157        | Tim Wellens         | Tom Dumoulin       |
| 7. szakasz  | máj. 13. | Sulmona – Foligno                   | sík szakasz           | 211        | André Greipel       | Tom Dumoulin       |
| 8. szakasz  | máj. 14. | Foligno – Arezzo                    | közepes hegyi szakasz | 186        | Gianluca Brambilla  | Gianluca Brambilla |
| 9. szakasz  | máj. 15. | Radda in Chianti – Greve in Chianti | egyéni időfutam       | 40,5       | Primož Roglič       | Gianluca Brambilla |
|             | máj 16.  | Pihenőnap                           |                       |            |                     |                    |
| 10. szakasz | máj. 17. | Campi Bisenzio – Sestola            | közepes hegyi szakasz | 219        | Giulio Ciccone      | Bob Jungels        |
| 11. szakasz | máj. 18. | Modena – Asolo                      | dombos szakasz        | 227        | Diego Ulissi        | Bob Jungels        |
| 12. szakasz | máj. 19. | Noale – Bibione                     | sík szakasz           | 182        | André Greipel       | Bob Jungels        |
| 13. szakasz | máj. 20. | Palmanova – Cividale del Friuli     | közepes hegyi szakasz | 170        | Mikel Nieve         | Andrey Amador      |
| 14. szakasz | máj. 21. | Farra d’Alpago – Corvara in Badia   | hegyi szakasz         | 210        | Esteban Chaves      | Steven Kruijswijk  |
| 15. szakasz | máj. 22. | Castelrotto – Seiser Alm            | hegyi időfutam        | 10,8       | Alexander Foliforov | Steven Kruijswijk  |
|             | máj 23.  | Pihenőnap                           |                       |            |                     |                    |
| 16. szakasz | máj. 24. | Bressanone – Andalo                 | hegyi szakasz         | 132        | Alejandro Valverde  | Steven Kruijswijk  |
| 17. szakasz | máj. 25. | Molveno – Cassano d’Adda            | sík szakasz           | 196        | Roger Kluge         | Steven Kruijswijk  |
| 18. szakasz | máj. 26. | Muggiò – Pinerolo                   | közepes hegyi szakasz | 244        | Matteo Trentin      | Steven Kruijswijk  |
| 19. szakasz | máj. 27. | Pinerolo – Risoul                   | hegyi szakasz         | 162        | Vincenzo Nibali     | Esteban Chaves     |
| 20. szakasz | máj. 28. | Guillestre – Vinadio                | hegyi szakasz         | 134        | Rein Taaramäe       | Vincenzo Nibali    |
| 21. szakasz | máj. 29. | Cuneo – Torino                      | sík szakasz           | 163        | Nikias Arndt        | Vincenzo Nibali    |

## Összegzés
| Szakasz | Győztes             | Összetett          | Pontverseny     | Hegyi pontverseny  | Fiatalok versenye | Csapatok versenye  | Super Team         |
| ------- | ------------------- | ------------------ | --------------- | ------------------ | ----------------- | ------------------ | ------------------ |
| 1       | Tom Dumoulin        | Tom Dumoulin       | Tom Dumoulin    | nem adták ki       | Tobias Ludvigsson | Team Giant–Alpecin | Team Giant–Alpecin |
| 2       | Marcel Kittel       | Tom Dumoulin       | Marcel Kittel   | Omar Fraile        | Tobias Ludvigsson | Team Giant–Alpecin | Team Giant–Alpecin |
| 3       | Marcel Kittel       | Marcel Kittel      | Marcel Kittel   | Maarten Tjallingii | Tobias Ludvigsson | Team Giant–Alpecin | Etixx–Quick Step   |
| 4       | Diego Ulissi        | Tom Dumoulin       | Marcel Kittel   | Damiano Cunego     | Bob Jungels       | Astana             | Etixx–Quick Step   |
| [5      | André Greipel       | Tom Dumoulin       | Marcel Kittel   | Damiano Cunego     | Bob Jungels       | Astana             | Etixx–Quick Step   |
| 6       | Tim Wellens         | Tom Dumoulin       | Marcel Kittel   | Damiano Cunego     | Bob Jungels       | Astana             | Etixx–Quick Step   |
| 7       | André Greipel       | Tom Dumoulin       | André Greipel   | Tim Wellens        | Bob Jungels       | Astana             | Lotto Soudal       |
| 8       | Gianluca Brambilla  | Gianluca Brambilla | André Greipel   | Tim Wellens        | Bob Jungels       | Etixx–Quick Step   | Etixx–Quick Step   |
| 9       | Primož Roglič       | Gianluca Brambilla | André Greipel   | Tim Wellens        | Bob Jungels       | Etixx–Quick Step   | Etixx–Quick Step   |
| 10      | Giulio Ciccone      | Bob Jungels        | André Greipel   | Damiano Cunego     | Bob Jungels       | Movistar Team      | Etixx–Quick Step   |
| 11      | Diego Ulissi        | Bob Jungels        | André Greipel   | Damiano Cunego     | Bob Jungels       | Movistar Team      | Etixx–Quick Step   |
| 12      | André Greipel       | Bob Jungels        | André Greipel   | Damiano Cunego     | Bob Jungels       | Movistar Team      | Etixx–Quick Step   |
| 13      | Mikel Nieve         | Andrey Amador      | Giacomo Nizzolo | Damiano Cunego     | Bob Jungels       | Movistar Team      | Etixx–Quick Step   |
| 14      | Esteban Chaves      | Steven Kruijswijk  | Giacomo Nizzolo | Damiano Cunego     | Bob Jungels       | Astana             | Etixx–Quick Step   |
| 15      | Alexander Foliforov | Steven Kruijswijk  | Giacomo Nizzolo | Damiano Cunego     | Bob Jungels       | Astana             | LottoNL–Jumbo      |
| 16      | Alejandro Valverde  | Steven Kruijswijk  | Giacomo Nizzolo | Damiano Cunego     | Bob Jungels       | Astana             | LottoNL–Jumbo      |
| 17      | Roger Kluge         | Steven Kruijswijk  | Giacomo Nizzolo | Damiano Cunego     | Bob Jungels       | Astana             | LottoNL–Jumbo      |
| 18      | Matteo Trentin      | Steven Kruijswijk  | Giacomo Nizzolo | Damiano Cunego     | Bob Jungels       | Astana             | Etixx–Quick Step   |
| 19      | Vincenzo Nibali     | Esteban Chaves     | Giacomo Nizzolo | Damiano Cunego     | Bob Jungels       | Astana             | Etixx–Quick Step   |
| 20      | Rein Taaramäe       | Vincenzo Nibali    | Giacomo Nizzolo | Mikel Nieve        | Bob Jungels       | Astana             | Etixx–Quick Step   |
| 21      | Nikias Arndt        | Vincenzo Nibali    | Giacomo Nizzolo | Mikel Nieve        | Bob Jungels       | Astana             | Etixx–Quick Step   |
| Győztes | Győztes             | Vincenzo Nibali    | Giacomo Nizzolo | Mikel Nieve        | Bob Jungels       | Astana             | Etixx–Quick Step   |

## Végeredmény
| \| Összetett verseny \| Összetett verseny \| Összetett verseny \| Összetett verseny \| Összetett verseny \| \| Versenyző \| Versenyző \| Csapat \| Idő \| \| \| ----------------- \| ------------------- \| ----------------- \| ----------------- \| ----------------- \| \| 1. \| Vincenzo Nibali \| Astana \| 86 óra 32 p 49 mp \| \| \| 2. \| Esteban Chaves \| Orica-GreenEDGE \| + 52 mp \| \| \| 3. \| Alejandro Valverde \| Movistar Team \| + 1 p 17 mp \| \| \| 4. \| Steven Kruijswijk \| LottoNL-Jumbo \| + 1 p 50 mp \| \| \| 5. \| Rafał Majka \| Tinkoff \| + 4 p 37 mp \| \| \| 6. \| Bob Jungels \| Etixx-Quick Step \| + 8 p 31 mp \| \| \| 7. \| Rigoberto Urán \| Cannondale \| + 11 p 47 mp \| \| \| 8. \| Andrey Amador \| Movistar Team \| + 13 p 21 mp \| \| \| 9. \| Darwin Atapuma \| BMC Racing Team \| + 14 p 09 mp \| \| \| 10. \| Kansztancin Szivcov \| Dimension Data \| + 16 p 20 mp \| \| \| 11. \| Hubert Dupont \| AG2R La Mondiale \| + 24 p 33 mp \| \| \| 12. \| Jakob Fuglsang \| Astana \| + 24 p 59 mp \| \| \| 13. \| Giovanni Visconti \| Movistar Team \| + 31 p 38 mp \| \| \| 14. \| André Cardoso \| Cannondale \| + 34 p 12 mp \| \| \| 15. \| Maxime Monfort \| Lotto-Soudal \| + 34 p 34 mp \| \| \| 16. \| Michele Scarponi \| Astana \| + 38 p 09 mp \| \| \| 17. \| Sebastián Henao \| Team Sky \| + 38 p 09 mp \| \| \| 18. \| Stefano Pirazzi \| Bardiani CSF \| + 41 p 00 mp \| \| \| 19. \| Matteo Montaguti \| AG2R La Mondiale \| + 43 p 49 mp \| \| \| 20. \| Domenico Pozzovivo \| AG2R La Mondiale \| + 51 p 49 mp \| \| |                     |                  |                   |
| |                     |                  |                   |
| Forrás: ProCyclingStats |                     |                  |                   |
| Összetett verseny |                     |                  |                   |
| Versenyző | Versenyző           | Csapat           | Idő               |
| 1. | Vincenzo Nibali     | Astana           | 86 óra 32 p 49 mp |
| 2. | Esteban Chaves      | Orica-GreenEDGE  | + 52 mp           |
| 3. | Alejandro Valverde  | Movistar Team    | + 1 p 17 mp       |
| 4. | Steven Kruijswijk   | LottoNL-Jumbo    | + 1 p 50 mp       |
| 5. | Rafał Majka         | Tinkoff          | + 4 p 37 mp       |
| 6. | Bob Jungels         | Etixx-Quick Step | + 8 p 31 mp       |
| 7. | Rigoberto Urán      | Cannondale       | + 11 p 47 mp      |
| 8. | Andrey Amador       | Movistar Team    | + 13 p 21 mp      |
| 9. | Darwin Atapuma      | BMC Racing Team  | + 14 p 09 mp      |
| 10. | Kansztancin Szivcov | Dimension Data   | + 16 p 20 mp      |
| 11. | Hubert Dupont       | AG2R La Mondiale | + 24 p 33 mp      |
| 12. | Jakob Fuglsang      | Astana           | + 24 p 59 mp      |
| 13. | Giovanni Visconti   | Movistar Team    | + 31 p 38 mp      |
| 14. | André Cardoso       | Cannondale       | + 34 p 12 mp      |
| 15. | Maxime Monfort      | Lotto-Soudal     | + 34 p 34 mp      |
| 16. | Michele Scarponi    | Astana           | + 38 p 09 mp      |
| 17. | Sebastián Henao     | Team Sky         | + 38 p 09 mp      |
| 18. | Stefano Pirazzi     | Bardiani CSF     | + 41 p 00 mp      |
| 19. | Matteo Montaguti    | AG2R La Mondiale | + 43 p 49 mp      |
| 20. | Domenico Pozzovivo  | AG2R La Mondiale | + 51 p 49 mp      |

| Pontverseny | Pontverseny        | Pontverseny      | Pontverseny | Pontverseny |
| Versenyző   | Versenyző          | Csapat           | Pont        |             |
| ----------- | ------------------ | ---------------- | ----------- | ----------- |
| 1.          | Giacomo Nizzolo    | Trek-Segafredo   | 209 pont    |             |
| 2.          | Matteo Trentin     | Etixx-Quick Step | 184 pont    |             |
| 3.          | Sacha Modolo       | Lampre-Merida    | 163 pont    |             |
| 4.          | Diego Ulissi       | Lampre-Merida    | 156 pont    |             |
| 5.          | Daniel Oss         | BMC Racing Team  | 133 pont    |             |
| 6.          | Maarten Tjallingii | LottoNL-Jumbo    | 103 pont    |             |
| 7.          | Alejandro Valverde | Movistar Team    | 92 pont     |             |
| 8.          | Nikias Arndt       | Giant-Alpecin    | 88 pont     |             |
| 9.          | Alekszandr Porszev | Katusha          | 80 pont     |             |
| 10.         | Steven Kruijswijk  | LottoNL-Jumbo    | 76 pont     |             |

| Hegyi pontverseny | Hegyi pontverseny   | Hegyi pontverseny  | Hegyi pontverseny | Hegyi pontverseny |
| Versenyző         | Versenyző           | Csapat             | Pont              |                   |
| ----------------- | ------------------- | ------------------ | ----------------- | ----------------- |
| 1.                | Mikel Nieve         | Team Sky           | 152 pont          |                   |
| 2.                | Damiano Cunego      | Nippo-Vini Fantini | 134 pont          |                   |
| 3.                | Darwin Atapuma      | BMC Racing Team    | 118 pont          |                   |
| 4.                | Stefan Denifl       | IAM Cycling        | DSQ               |                   |
| 5.                | Giovanni Visconti   | Movistar Team      | 77 pont           |                   |
| 6.                | Alexander Foliforov | Gazprom-RusVelo    | 66 pont           |                   |
| 7.                | Rein Taaramäe       | Katusha            | 62 pont           |                   |
| 8.                | David López García  | Team Sky           | 54 pont           |                   |
| 9.                | Michele Scarponi    | Astana             | 51 pont           |                   |
| 10.               | Steven Kruijswijk   | LottoNL-Jumbo      | 42 pont           |                   |

| Csapatverseny | Csapatverseny    | Csapatverseny      | Csapatverseny |
| Csapat        | Csapat           | Idő                |               |
| ------------- | ---------------- | ------------------ | ------------- |
| 1.            | Astana           | 260 óra 02 p 35 mp |               |
| 2.            | Cannondale       | + 6 p 57 mp        |               |
| 3.            | Movistar Team    | + 21 p 00 mp       |               |
| 4.            | AG2R La Mondiale | + 53 p 52 mp       |               |
| 5.            | Sky              | + 1 óra 04 p 21 mp |               |
| 6.            | Etixx-Quick Step | + 1 óra 37 p 53 mp |               |
| 7.            | Tinkoff          | + 1 óra 40 p 44 mp |               |
| 8.            | Katusha          | + 2 óra 06 p 36 mp |               |
| 9.            | Dimension Data   | + 2 óra 53 p 26 mp |               |
| 10.           | Lampre-Merida    | + 3 óra 15 p 00 mp |               |